# Piotr Semiónov-Tian-Shanski

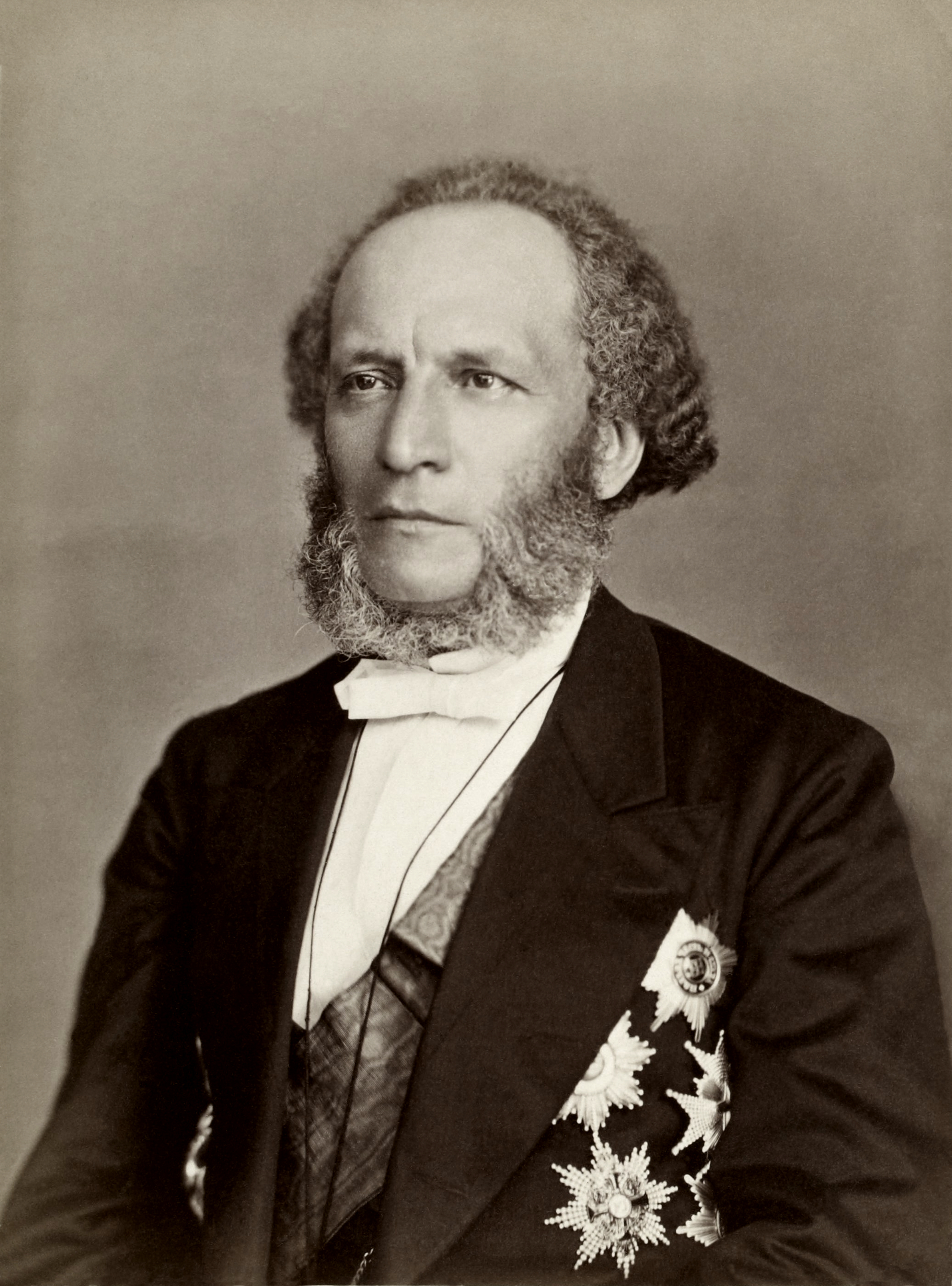

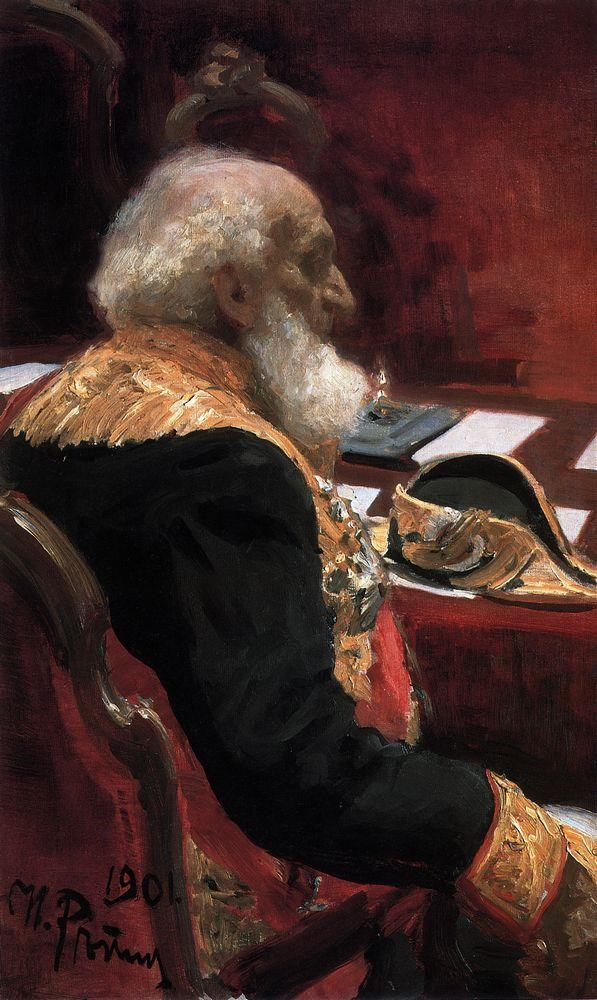
Estudio para el cuadro Sesión solemne del Consejo de Estado, una obra de 1901 de Iliá Repin.

Piotr Petróvich Semiónov-Tian-Shanski (Peter Petrovich von Semenov-Tjan-Schansky) (ruso: Пётр Петрович Семёнов-Тян-Шанский) (2 de enero (estilo actual: 14 de enero), 1827 – 26 de febrero (estilo actual: 11 de marzo), 1914) fue un geógrafo, botánico y estadístico ruso recordado por haber sido el primer occidental que exploró las montañas de Tian Shan y haber dirigido la Sociedad Geográfica Rusa durante más de 40 años, alentando  la exploración del interior de Asia.

## Biografía
Piotr Semiónov había nacido en el seno de una familia noble y estudió en la Universidad de San Petersburgo. Junto con Dostoyevski asistió a las reuniones secretas del Círculo de Petrashevski. En la década de 1850 se fue a estudiar geografía y geología a Berlín, bajo la dirección de Alexander Humboldt y Karl Ritter, cuyos escritos tradujo al ruso.
A sugerencia de Humboldt, Semiónov decidió explorar las poco conocidas montañas de Tian Shan, localizadas en el Asia Central. En 1856, partió desde Barnaul en su primera expedición, pasando a través de las montañas del macizo de Altái y visitando el lago Issyk-Kul en su camino. En 1857, regresó a las Tian Shan, explorando el interior de esta cordillera hasta entonces desconocida. Semiónov fue el primer europeo en ver el panorama escénico de Tengri Tag, y su pico más hermoso, el colosal Khan Tengri (7.010 m). Uno de sus descubrimientos más interesantes fue refutar unas afirmaciones anteriores de Humboldt sobre un supuesto origen volcánico de las Tian Shan. Semiónov no encontró evidencia de actividad volcánica en ningún lugar de las montañas. Al año siguiente, publicó la primera descripción sistemática de las Tian Shan. La reputación de esta monografía fue tal, que medio siglo después, Nicolás II de Rusia le autorizó a añadir a su apellido el epíteto de "Tian-Shanski" (es decir, «de Tian Shan»).
Semiónov también se interesó por las estadísticas e hizo todo lo posible para hacer avanzar esta disciplina en Rusia. Se desempeñó como Presidente del Comité Central de Estadística desde 1864 hasta 1874, cuando se transformó en el Comité de Estadística del Ministerio de Interior, de la que se mantuvo presidente hasta 1891. En parte gracias a sus esfuerzos, se llevó a cabo en 1897 el primer censo del Imperio Ruso. El mismo año, fue nombrado miembro del Consejo de Estado del Imperio ruso.
Durante sus frecuentes visitas a Suiza, Italia y Francia, Semiónov, un hombre de considerable fortuna, amasó una colección de pinturas de los viejos maestros holandeses, que luego pasaron al Museo Hermitage y fue disipada por los soviéticos (ver Venta de pinturas del Museo Hermitage, en la Wikipedia en inglés). Su colección de insectos consistía en cerca de 700.000 ejemplares, siendo nombradas en su honor más de un centenar de nuevas especies. Semiónov fue miembro de 53 sociedades científicas y dirigió la Sociedad Geográfica de Rusia desde 1873 hasta su muerte, utilizando su posición para favorecer la exploración del interior de Asia, en particular por Nikolái Przewalski y Piotr Kozlov. 
En 1881, el zar Alejandro III de Rusia lo nombró caballero de la Orden de San Alejandro Nevski. Está enterrado en el cementerio ortodoxo de Smolensk, en San Petersburgo.
Las Memorias de Semiónov se publicaron después de su muerte, en cuatro volúmenes. Varios de sus descendientes, entre ellos un hijo, Andréi Semiónov-Tian-Shanski, continuaron su trabajo y llegaron a ser científicos notables.
- La abreviatura «Semen.» se emplea para indicar a Piotr Semiónov-Tian-Shanski como autoridad en la descripción y clasificación científica de los vegetales.[1]